# LS范畴
Lyusternik-Schnirelmann畴数(category)，又称LS畴数，是拓扑空间的一个拓扑不变量，定义为该空间可以分解成可缩开覆盖的最小基数。例如，单位圆的LS畴数就是2。一般来说，LS畴数不容易计算。
LS畴数给出了该空间上函数临界点个数的下界。同时，LS畴数又与同调论联系紧密，特别是与上积长度（cup length）有着重要的关系。
1. ↑  姜伯驹. . 北京: 北京大学出版社.